# Вечер Олександр Степанович
Олександр Степанович Вечер (нар. 25 березня 1905, Мащиці — пом. 4 травня 1985, Мінськ) — радянський біохімік, спеціаліст в галузі біохімії і технології виноробства. Академік АН Білоруської РСР (з 1966 року; член-кореспондент з 1959 року), доктор біологічних наук з 1951 року, професор з 1951 року, голова Білоруського біохімічного товариства з 1965 року.

## Біографія
Народився 25 березня 1905 року в селі Мащицях (нині Слуцького району Мінської області Білорусі). У 1929 році закінчив Білоруську сільськогосподарську академію.
- У 1933—1937 роках — керівник плодоовочевого відділу НДІ харчової промисловості БРСР;
- У 1937—1939 роках — завідувач кафедрою Кубанського сільськогосподарського інституту;
- У 1939—1959 роках — доцент, завідувач кафедри Інституту харчової промисловості в Краснодарі.
- З 1959 року — завідувач лабораторією Інституту експериментальної ботаніки АН БРСР, одночасно, з 1963 року, професор Білоруського державного університету[2].

Помер в Мінську 4 травня 1985 року.

## Наукова діяльність
Наукові роботи присвячені питанням хімії та технології переробки плодів, технології виноробства. Розробив технологію малоокислених яблучних виноматеріалів, обґрунтував використання аскорбінової кислоти у виробництві ігристих вин. Автор понад 420 наукових робіт, в тому числі 6 монографій, 10 авторських свідоцтв на винаходи. Серед робіт:
- Прамысловая сушка бульбы. Мн.: Белдзяржвыд, 1932 (у співавторстві);
- Пластиды растений, их свойства, состав и строение. Мн.: Изд-во АН БССР, 1961;
- Производство слабоалкогольных яблочных напитков и вин. — Минск, 1974 (у співавторстві);
- Сидры и яблочные игристые вина. — Москва, 1976 (у співавторстві);
- Фізіялогія і біяхімія бульбы. Мн.: Навука и тэхніка, 1984 (разом з М. М. Гончариком).
- Основы физической биохимии растений. — Минск, 1984.

## Відзнаки
- Заслужений діяч науки і техніки Білоруської РСР (1975);
- Нагороджений орденом Дружби народів (1981), медалями.